# 蛯毛信号場
蛯毛信号場（えびけしんごうじょう）は、かつて樺太元泊郡帆寄村に存在した鉄道省樺太東線の信号場である。

## 歴史
- 1945年（昭和20年）
  - 1月15日 - 樺太東線の信号場として開業[1]。
  - 8月 - ソ連軍が南樺太へ侵攻、占領し、信号場も含め全線がソ連軍に接収される。
- 1946年（昭和21年）
  - 2月1日 - 日本の国有鉄道の信号場としては、書類上廃止[2]。
  - 4月1日 - ソ連国鉄に編入。ロシア語駅名は「ツァープコ」。

## 信号場名の由来
当駅の所在する地名「蛯毛内」（えびけない）からであり、地名はアイヌ語の「エピケナイ」（獲物を狙う川）、「エペケナイ」（クロユリが多くある川）、「エ・ペケレ・ナイ」（川端が湿地の川）のそれぞれの説がある。

## 隣の駅
鉄道省樺太鉄道局
樺太東線
近幌駅 - 蛯毛信号場 - 白石沢駅